# وونهی آن جو
وونهی آن جو (Wonhee Anne Joh) نویسنده، الهی‌دان، استاد و سخنران است که در زمینه‌های دین، برابری زنان و مطالعات آسیایی آمریکایی مشارکت داشته‌است.
او اعتقاد دارد، تأملات الهیاتی باید جسورانه و تخیلی و همچنین مبتنی بر واقعیت مادی تاریخ زندگی مردم باشد.

## آثار
- قلب صلیب: مسیح‌شناسی پسااستعماری. لوئیزویل: مطبوعات جان ناکس وست مینستر، ۲۰۰۶
- وحشت، تروما و سوگواری: الهیات پسااستعماری امید. تحت قرارداد و در آینده با انتشارات دانشگاه فوردهام.
- درگیر کردن ایالات متحده به عنوان یک امپراتوری نظامی: مطالعات انتقادی مسیحیت از دیدگاه آسیایی/آسیایی آمریکای شمالی. اد. آن جو و نامی کیم. نیویورک، نیویورک: پالگریو، ۲۰۱۶.
- LGBT مسیحی کره ای: یک رویکرد انتقادی. اد. آن جو و نامی کیم. پیش رو.